# Sapromyza vicispunctata
Sapromyza vicispunctata är en tvåvingeart som beskrevs av Leander Czerny 1932. Sapromyza vicispunctata ingår i släktet Sapromyza och familjen lövflugor. Inga underarter finns listade i Catalogue of Life.